# Barreras de accesibilidad

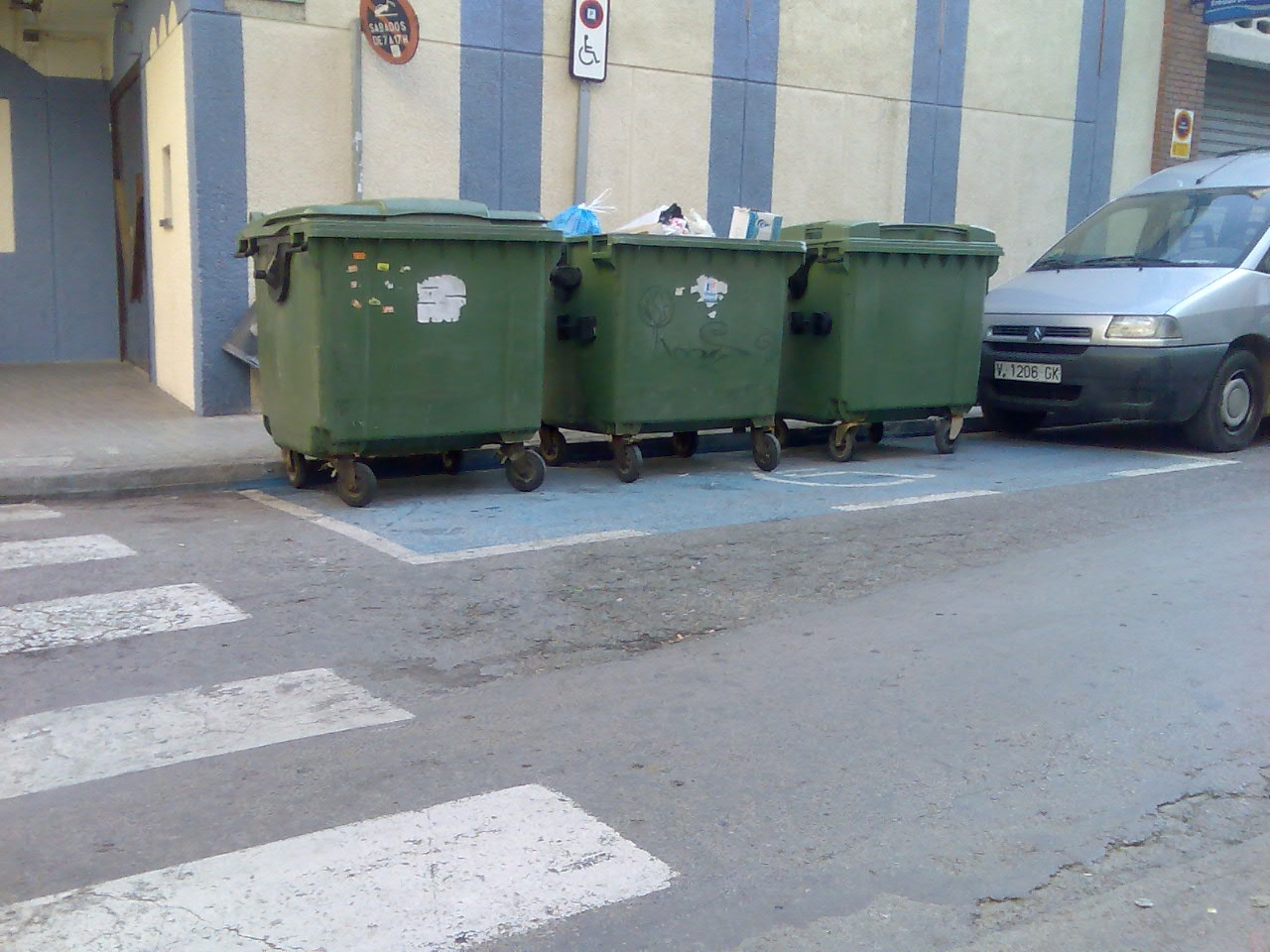
Contenedores sobre plazas de aparcamiento reservadas.

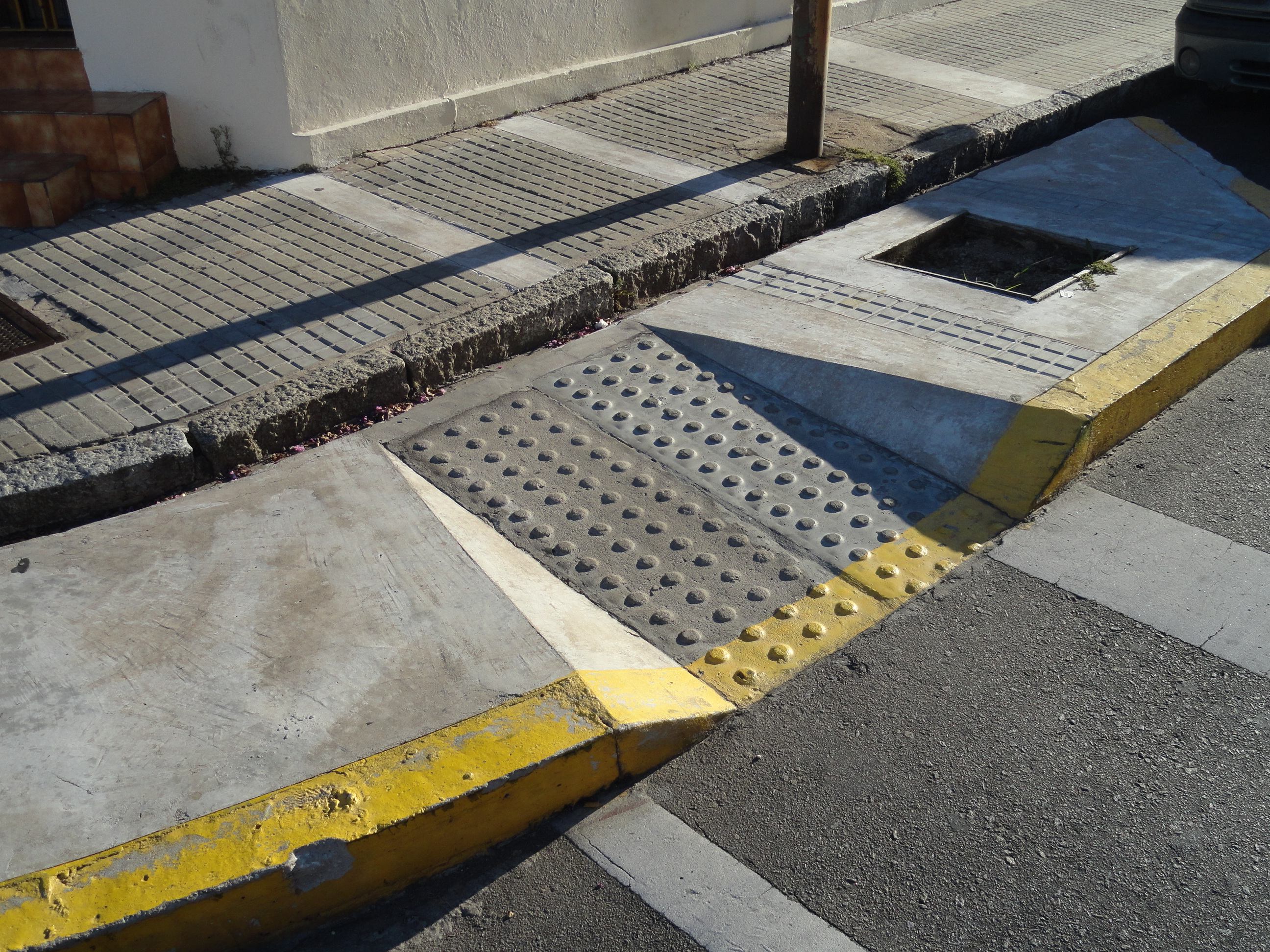
Esta rampa de silla de ruedas se ubica junto a una canaleta, lo que la hace inservible para personas en silla de ruedas.

Una barrera de accesibilidad es un obstáculo que impide o dificulta la realización de una determinada tarea o actividad, afectando de esta manera a la plena integración social de esa persona.
Las barreras de accesibilidad se dividen en dos grandes grupos: las presentes en el entorno físico (en la naturaleza) y las futuras artificialmente por la sociedad. Estas últimas, creadas por el hombre, pueden ser de varios tipos: psicológicas, culturales, arquitectónicas, urbanísticas, de comunicación e información, etc.
Las ayudas técnicas permiten eliminar algunas barreras físicas, pero las barreras psicológicas o sociales sólo pueden ser eliminadas mediante la educación y la cultura.
Parece que la sociedad se ha dado cuenta de que además de tratarse de una cuestión ética, el crear medios accesibles también puede ser beneficioso, ya que cualquier persona puede llegar a tener en un futuro algún tipo de discapacidad. En particular, dentro del ámbito de la economía y del mercado, si se consigue la accesibilidad a un determinado servicio o producto se amplían los clientes potenciales de la empresa, lo cual resulta siempre beneficioso.
Un ejemplo de barrera arquitectónica para una persona con reducida movilidad es una escalera. Una ayuda técnica para este caso puede ser una rampa o un ascensor, permitiendo a aquella persona que se desplaza en una silla de ruedas alcanzar el mismo destino que a través de la escalera. En España, los sucesivos gobiernos nacionales, autonómicos y locales han realizado numerosas intervenciones en favor de las personas con discapacidad y han promulgado normas de supresión de barreras arquitectónicas, limitando por ejemplo la pendiente máxima de las rampas a un 12%, aunque son muy frecuentes los incumplimientos, incluso en servicios públicos o de concesión administrativa  (enlace roto disponible en Internet Archive; véase el historial, la primera versión y la última)..
Recientemente se ha incluido el racismo entre las barreras sociales, ya que puede impedir que personas pertenecientes a minorías étnicas puedan realizar labores cotidianas.